# François Perravex
François Perravex, noto anche come Francesco Perravez (Arbusigny, 1780 circa – Mornex, 30 marzo 1852), è stato un politico francese.

## Biografia
Fu Deputato della I legislatura del Regno di Sardegna, eletto nel collegio di Annemasse. Fu inoltre Sindaco del comune di Mornex.